# تام تیلور
تام تیلور (انگلیسی: Tom Taylor؛ زادهٔ ۱۶ ژوئیهٔ ۲۰۰۱) بازیگر اهل  انگلستان است.
از فیلم‌ها یا برنامه‌های تلویزیونی که وی در آن نقش داشته‌است، می‌توان به آخرین پادشاهی، پسری که شاه خواهد شد، برج تاریک، افسانه‌ها، دکتر فاستر، حادثه و ما اشاره کرد.